# Napeogenes adelphe
Napeogenes adelphe är en fjärilsart som beskrevs av Bates 1862. Napeogenes adelphe ingår i släktet Napeogenes och familjen praktfjärilar. Inga underarter finns listade i Catalogue of Life.